# Шандолан
Шандолан (фр. Champdolent) насеље је и општина у западној Француској у региону Поату-Шарант, у департману Приморски Шарант која припада префектури Сен Жан д'Анжели.
По подацима из 2011. године у општини је живело 402 становника, а густина насељености је износила 33,44 становника/km². Општина се простире на површини од 12,02 km². Налази се на средњој надморској висини од 6 метара (максималној 35 m, а минималној 1 m).

## Демографија
| 1962. | 1968. | 1975. | 1982. | 1990. | 1999. | 2011. |
| ----- | ----- | ----- | ----- | ----- | ----- | ----- |
| 366   | 375   | 332   | 299   | 328   | 372   | 402   |

График промене броја становника у току последњих година